# Australische zalm
De Australische zalm (Arripis trutta) is een straalvinnige vissensoort uit de familie van Australische zalmen (Arripidae). De wetenschappelijke naam van de soort is voor het eerst geldig gepubliceerd in 1801 door Forster.